# Maybe (utwór muzyczny Valentiny Monetty)
Maybe (wł. Forse) – utwór sanmaryńskiej piosenkarki Valentiny Monetty, wydany w marcu 2014. Piosenkę napisali Mauro Balestri i Ralph Siegel.
W 2014 utwór reprezentował San Marino w 59. Konkursie Piosenki Eurowizji organizowanym w Kopenhadze. W maju pomyślnie przeszedł przez półfinał konkursu i awansował do finału, w którym zajęła 24. miejsce.

## Lista utworów
Maybe – EP
1. „Maybe” (ESC Version) – 3:07
2. „Maybe” (Radio Version) – 3:57
3. „Forse” (ESC Version) – 3:07
4. „Forse” (Radio Version) – 3:57
5. „Maybe” (Dance Version) – 5:17